# Trollpikken

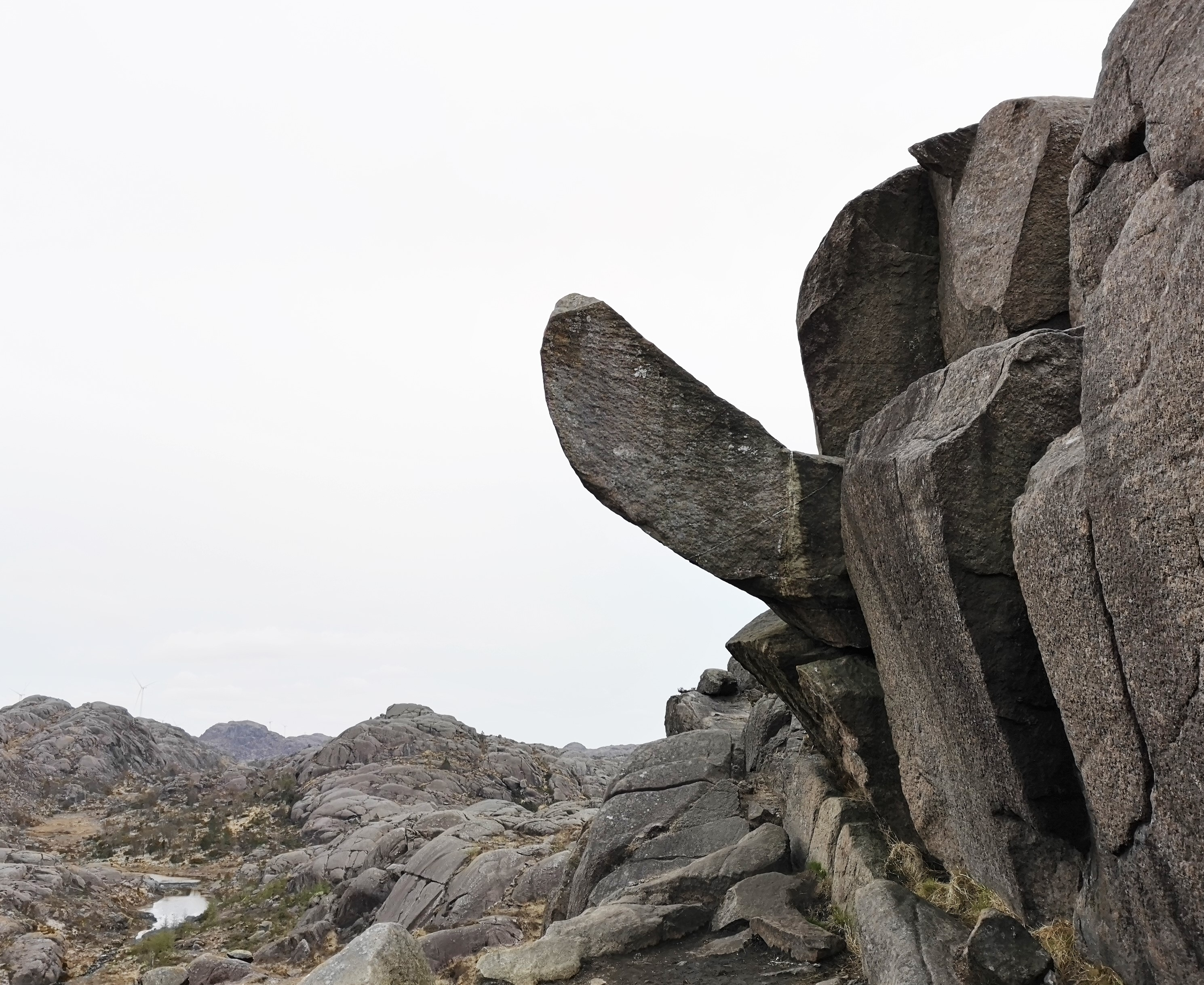
Der Trollpikken 2021, nach der Rekonstruktion.

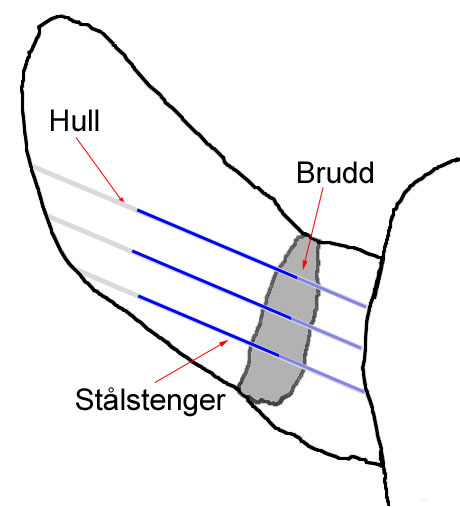
Schema der Rekonstruktion mittels Stahlstangen.

Der Trollpikken (dt. Trollpenis) ist eine etwa 3 Meter lange und 12 Tonnen schwere Felsformation im Südwesten Norwegens in Eigersund, die vor etwa 10.000 Jahren während der letzten Eiszeit entstand. Der Trollpikken erinnert in seiner Form an einen erigierten Penis, den Zusatz Troll erhielt er in Anlehnung an die ebenfalls in Norwegen befindliche Trolltunga. 
Überregionale Bekanntheit erlangte der Felsen, nachdem Unbekannte ihn Ende Juni 2017 mit Bohrern abbrachen. Eine Gruppe um Kjetil Bentsen initiierte daraufhin eine Spendenkampagne für die Wiederherstellung, die innerhalb kurzer Zeit mehr als die für die Reparatur avisierten 200.000 Norwegische Kronen (damals etwa 21.000 Euro) sammeln konnte. Mit Unterstützung örtlicher Unternehmen wurde die Felsformation Anfang Juli, weniger als zwei Wochen nach Entdeckung der Zerstörung, wieder errichtet.